# Еј-Џеј Прајс
Ентони Џордан Прајс (енгл. Anthony Jordan Price; Оринџ, Њу Џерзи, 7. октобар 1986) бивши је амерички кошаркаш. Играо је на позицији плејмејкера.

## Каријера

### Средња школа
Прајс је похађао Амитивил Мемориал школу, где је предводио тим Вориорса до три узастопне титуле на Лонг Ајленду. Као јуниор 2003. године је просечно постизао 25,4 поена, 7 скока, 5 асистенција и три украдене лопте по утакмици. Статистика му се онда само повећавала да би у сениорској сезони имао 28,5 поена по утакмици уз 8 скока. Током три године је постигао 130 тројки и 1394 поена. Два пута је проглашаван за играча округа.

### Колеџ
Прајс је за универзитет изабрао Јукон. Прву сезону је пропустио због озбиљнијих здравствених проблема и крварења на мозгу. После операције у фебруару 2005. године наступио је период опоравка од 14 месеци. Тек је у мају 2006. године добио дозволу да се поврати на паркет. Ипак, Прајс је суспендован од универзитета за академску 2005/06. годину, због кршења кодекса понашања студената. Он је ухапшен, заједно са колегом кошаркашем Маркусом Вилијамсом у августу 2005. године на основу оптужби за покушај продаје украдених лаптопова. Иако се изјаснио да није крив за крађу, ипак није добио дозволу да игра у пролеће 2006. године.
Вратио се на паркет у сезони 2006/07, када је наступао на 31 меч као плејмејкер. Просечно је бележио 9,4 поена по утакмици са укупно 113 асистенција и 37 украдених лопти за просечних 23,9 минута на паркету. У следећој сезони је био стартер у свих 33 утакмица Јукона и био други стрелац екипе. Сезона 2008/09. је била његова најбоља сезона на универзитету. Био је најбољи стрелац екипе са 14,7 поена по утакмици, и довео екипу до финалног турнира.

### НБА
Прајс је изабран као 52. пик у другој рунди НБА драфта 2009. године, од екипе Индијане пејсерса. Током сезоне 2009/10. Прајс је би прва замена на позицији плеја Ерл Вотсону.
24. јула 2012. године Прајс потписује уговор са Вашингтоном.
30. септембра 30, 2013. године Прајс се сели у Минесоту, за коју наступа до априла 2014. године.
Септембра 2014. године потписује уговор са Кливлендом, Али бива отпуштен пред почетка сезоне тако да није одиграо ни један званичан меч за овај клуб.
Ипак већ 6. новембра добија понуду од Индијане како би помогао тиму који је у том моменту имао пуно повређених играча. 28. новембра је отпуштен од Пејсерса, да би се само два дана касније вратио у Кливленд за који је наступао до јануара 2015. године. 21. марта 2015. године потписује 10-дневни уговор са Финиксом за који наступа исте ноћи забележивши 2 поена, скок и асистеницју у победи против Хјустона.

## Статистика

### НБА

#### Регуларна сезона
| Сезона   | Екипа     | ОУ  | СУ  | МПУ  | ПШ%  | 3П%  | СБ%  | СПУ | АПУ | УПУ | БПУ | ППУ  |
| -------- | --------- | --- | --- | ---- | ---- | ---- | ---- | --- | --- | --- | --- | ---- |
| 2009     | Индијана  | 56  | 2   | 15.4 | .410 | .345 | .800 | 1.6 | 1.9 | .6  | .1  | 7.3  |
| 2010     | Индијана  | 50  | 0   | 15.9 | .356 | .275 | .667 | 1.4 | 2.2 | .6  | .0  | 6.5  |
| 2011     | Индијана  | 44  | 1   | 12.9 | .339 | .295 | .800 | 1.4 | 2.0 | .5  | .0  | 3.9  |
| 2012     | Вашингтон | 57  | 22  | 22.4 | .390 | .350 | .790 | 2.0 | 3.6 | .6  | .1  | 7.7  |
| 2013     | Минесота  | 28  | 0   | 3.5  | .413 | .273 | .000 | .4  | .5  | .0  | .0  | 1.6  |
| 2014     | Индијана  | 10  | 0   | 19.3 | .438 | .385 | .667 | 1.4 | 2.7 | .4  | .0  | 10.5 |
| 2014     | Кливленд  | 11  | 0   | 7.9  | .265 | .000 | .667 | 1.4 | 1.2 | .3  | .0  | 2.0  |
| Финикс   | 5         | 0   | 8.8 | .214 | .000 | .000 | .6   | 1.2 | .0  | .0  | 1.2 |      |
| Каријера | Каријера  | 261 | 25  | 15.1 | .380 | .316 | .742 | 1.4 | 2.2 | .5  | .0  | 5.8  |

#### Плеј-оф
| Сезона   | Екипа    | ОУ | СУ | МПУ  | ПШ%  | 3П%  | СБ%  | СПУ | АПУ | УПУ | БПУ | ППУ |
| -------- | -------- | -- | -- | ---- | ---- | ---- | ---- | --- | --- | --- | --- | --- |
| 2011     | Индијана | 5  | 0  | 16.0 | .371 | .438 | .900 | 1.4 | 1.2 | .6  | .0  | 8.4 |
| 2012     | Индијана | 4  | 0  | 1.8  | .500 | .000 | .000 | .5  | .3  | .0  | .0  | .5  |
| Каријера | Каријера | 9  | 0  | 9.6  | .378 | .438 | .900 | 1.0 | .8  | .3  | .0  | 4.9 |

## Остало
Прајс је старији од двоје деце Тонија и Инге Прајс. Млађа сестра се зове Равен. Отац Тони је такође играо кошарку и то за универзитет Пенсилванију коју је довео до финалног турнира 1979. године.